# Нестерчук Павло Петрович
Павло Петрович Нестерчук (нар. 21 березня 1975) — український футболіст, нападник.

## Кар'єра гравця
У дорослому футболі дебютував 1992 року в складі третьої команди київського «Динамо», яка виступала в першій аматорській першості України. Забивши в 22 матчах зонального турніру 14 м'ячів, 17-річний футболіст відразу став найкращим бомбардиром «зони». Після такого успіху, Павло був переведений у «Динамо-2». Далі деякий час виступав у «Борисполі» й «Оболоні».
У 1996 році перейшов в команду вищої ліги — «Прикарпаття». Перший матч у вищому дивізіоні країни зіграв 3 серпня 1996 року проти ЦСКА. Першим голом відзначився 21 вересня в воротах «Кременя». В івано-франківській команді провів півтора сезони. За цей час зіграв 32 матчі, забив 2 м'ячі. Продовжив кар'єру в клубах нижчих дивізіонів.

## Пляжний футбол
У 2003 році залучався до матчів збірної України з пляжного футболу на першому в її історії міжнародному турнірі «Мундіаліто». Брав участь в історичному для збірної першому матчі проти збірної Бразилії. М'яч, забитий Павлом в цій грі, був визнаний найкрасивішим на турнірі.